# Холбобоев Файзулло Самадович
Холбобоєв Файзулло Самадович (1962, Куляб) — таджицький дипломат. Надзвичайний і Повноважний Посол Таджикистану в Києві (Україна).

## Біографія
Народився у 1962 році в Кулябі. Закінчив Московський інститут народного господарства ім. Г. Плеханова. Кандидат економічних наук.
У 1988—1990 рр. — Молодший науковий Співробітник Інституту економіки академії наук Республіки Таджикистан;
У 1990—1996 рр. — Стажер, аспірант Інституту Економічного Прогнозування Російської Академії Наук; 
У 1996—1997 рр. — Головний спеціаліст відділу фінансів, Управління економіки Виконавчого апарату Президента Республіки Таджикистан;
У 1997—1999 рр. — Заступник завідувача відділу економічних реформ та інвестицій Управління економіки Виконавчого апарату Президента Республіки Таджикистан — керівник групи реалізації другого проєкту технічної допомоги для інституційної побудови — IBTA-2 (кредит Світового Банку) (до 1 лютого 2002);
З 1 лютого 2002 по 31 грудня 2006 рр. — державний радник Президента Республіки Таджикистан з економічної політики;
У 2006—2015 рр. — Повноважний представник Республіки Таджикистан в Комісії з економічних питань при Економічній раді СНД і постійний представник Республіки Таджикистан в Комісії постійних представників при ІК ЄврАзЕС;
З 10 серпня 2015 — Надзвичайний і Повноважний Посол Таджикистану в Києві (Україна).
17 вересня 2015 року — вручив вірчі грамоти Президенту України Петру Порошенку;
З 21 вересня 2016 року — Надзвичайний і Повноважний Посол Республіки Таджикистан в Республіці Молдова.